# Euronantes
 (juin 2017).
Euronantes est un ensemble urbain, toujours en cours de réalisation à Nantes, de part et d'autre de la Loire (bras de la Madeleine). Y sont présents des logements, commerces, hôtels haut de gamme et activités économiques avec en tête de proue un quartier d'affaires de dimension européenne.
Il est constitué de deux parties : 
- le « quartier Gare » établi autour du canal Saint-Félix, jouxtant la gare de Nantes (côté Sud) et du quartier de Malakoff ;
- le « quartier Tripode » situé sur l'île de Nantes.

Le tout regroupera d'ici 2020 500 000 m2 de bureaux construits, incluant la création de 10 000 emplois sur 10 ans. Depuis 2007, les travaux s'y succèdent au rythme de 20 000 m2 de surfaces tertiaires par an. L'objectif est de finaliser la construction d'un quartier d'affaires de niveau international sur la façade atlantique.
Le quartier est desservi par la ligne 4 du Busway (stations Cité des Congrès et Tripode), mais également par la ligne 5 et par les lignes C2, C3, 54 et navette aéroport. Une correspondance avec la ligne 1 du tramway est également possible en traversant la gare du sud au nord.

## Quartier Gare
La création d'Euronantes a conduit à la requalification du stade Marcel Saupin. Trois des quatre tribunes ont été démolies et ont laissé place au premier Institut des Études Avancées (IEA) de France, centre consacré à la recherche internationale en sciences humaines et sociales, qui accueille également des logements et de l'hôtellerie. Cette première partie de la réalisation du quartier Euronantes est elle-même divisée en trois phases :
- Phase 1 (2008-2011) : 90 000 m2 de SHON dont 45 000 m2 de bureaux, et 400 logements.
- Phase 2 (2012-2015) : 100 000 m2 de SHON dont 55 000 m2 de bureaux et 600 logements.
- Phase 3 (2016-2020) : 110 000 m2 de SHON dont 60 000 m2 de bureaux.

Ces deux ensembles s'ajoutent à un parc de 300 000 m2 de bureaux existant.
Logements : 
- Chroma : 6 225 m2, 110 logements, livré en mars 2010 ;
- Les Étoiles de Loire : 5 650 m2, 66 logements, livré en décembre 2008 ;
- Kanopé : 8 220 m2 dont 850 m2 de commerces, 120 logements, livré en 2010.

Tertiaire :
- Henner GMC : 5 000 m2 de bureaux et commerces pour Groupe GMC Henner, RFF, Voyages SNCF.com, AIO Santé ;
- Espace Saupin : 5 800 m2 de bureaux dont l'institut d'études avancées ;
- Axeo : 10 000 m2 dont 7 000 m2 pour la direction régionale de Capgemini ;
- Le phare des alizés : ensemble mixte de logements et de bureaux ;
- Skyline : 18 000 m2 de bureaux certifiés HQE et un parking public de plus de 400 places.

Outre la présence de la gare TGV, ce quartier est dynamisé par la présence du siège social du Crédit industriel de l'Ouest, le siège de Nantes Métropole et la Cité internationale des congrès

## Quartier Tripode
À ce niveau, le centre d'affaires est construit sur le site de l'ancien immeuble du Tripode, qui fut siège du ministère des affaires étrangères, et de l'Insee. Il a été démoli par implosion pour cause de présence d'amiante.

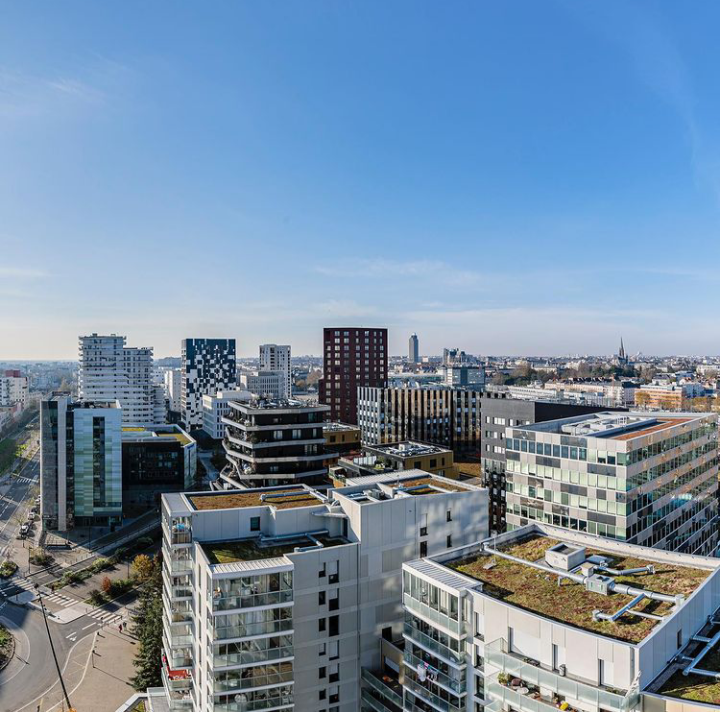
partie nord d'Euronantes

Ce quartier est également réalisé en trois phases :
- phase 1 (2008-2011) : 32 100 m2 de SHON dont 8 310 m2 de bureaux, 4 400 m2 de résidences services et 19 400 m2 de logement ;
- phase 2 (2012-2015) : 94 500 m2 de SHON dont 31 000 m2 de bureaux, 29 500 m2 de logements et 300 m2 de services ;
- phase 3 (2016-2020) : 45 000 m2 de SHON dont 25 000 m2 de bureaux et 20 000 m2 de logements.

La première phase de ce projet, entrant dans le cadre du chantier de rénovation urbaine de l'île de Nantes élaboré par l'architecte Alexandre Chemetoff, comprend 57 000 m2 divisés entre des bureaux, des logements, des hôtels et des commerces (dont certains sont signés par des architectes de renommée mondiale comme Christian de Portzamparc). Le tout est érigé autour d'une succession de bassins, de canaux et de jardins d'eau creusés à cet effet, dit de la « Loire fluviale », et établis « en escalier » descendant vers le fleuve.
Le quartier Tripode est un complément de l'actuel ensemble Beaulieu-Est dont l'ambition avait été revue à la baisse au milieu des années 1970. L'actuel projet relance l'idée d'un quartier d'affaires d'envergure, à la pointe Est de l'île. 
Les premières livraisons ont été le siège régional de l'Unédic ainsi qu'une résidence hôtelière achevés en 2009.